# Marie-Antoinette von Österreich-Lothringen

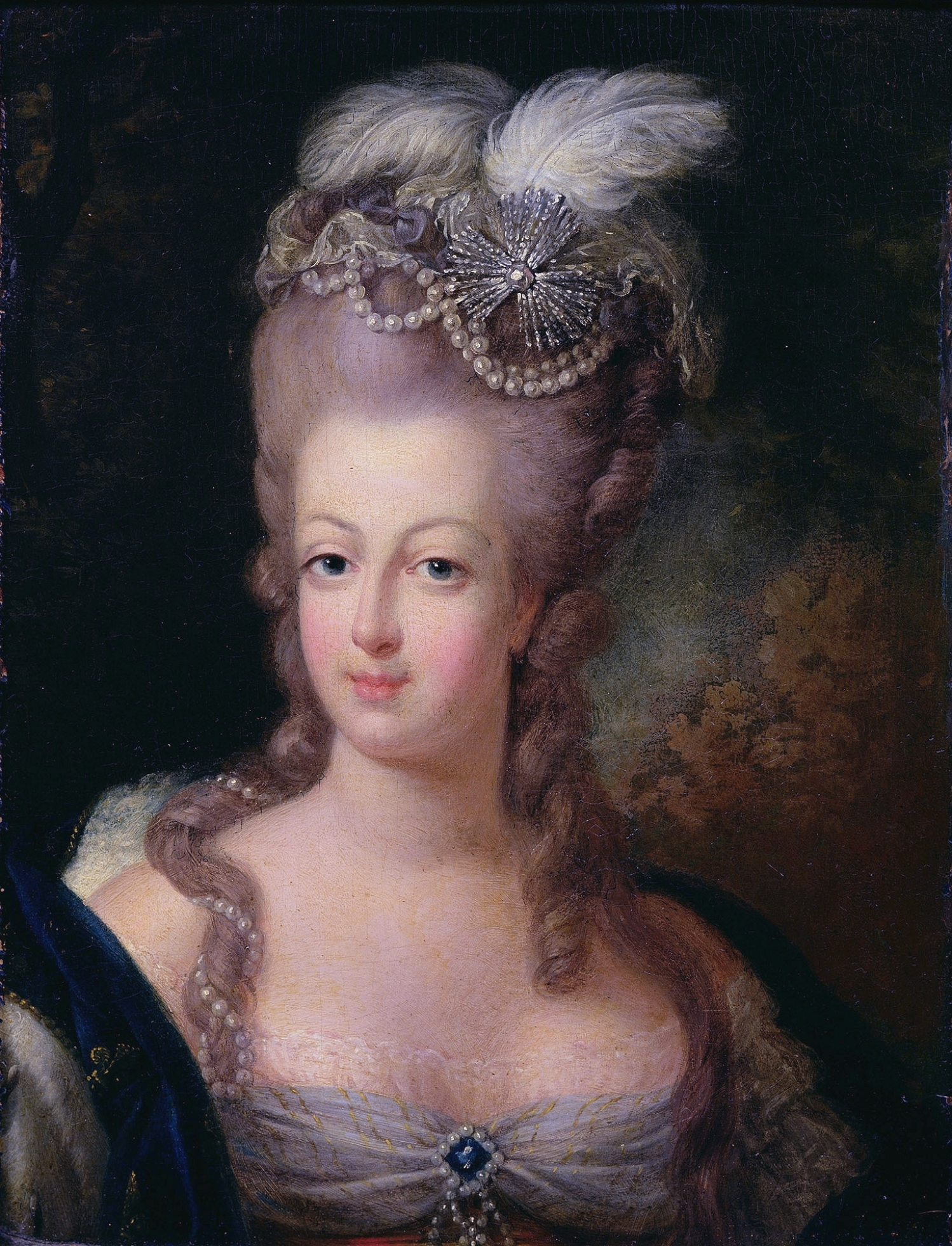
Porträt Marie Antoinettes, von Jean-Baptiste-André Gautier-Dagoty, um 1775 (Musée Antoine-Lécuyer, Saint-Quentin)

Marie-Antoinette, kurz für Marie-Antoinette von Österreich-Lothringen (* 2. November 1755 in Wien; † 16. Oktober 1793 in Paris), war aufgrund ihrer Ehe mit Ludwig XVI. vom 10. Mai 1774 bis zum 10. August 1792 Königin von Frankreich und Navarra, seit dem 4. September 1791 unter dem Titel Königin der Franzosen.
Die als Erzherzogin Maria Antonia von Österreich geborene Tochter von Kaiserin Maria Theresia heiratete am 16. Mai 1770 den Dauphin Ludwig-August, der vier Jahre später den französischen Thron bestieg. Anfänglich beliebt, wurde sie schon unter dem Ancien Régime zum Ziel massiver, teils polemischer Kritik. Im Verlauf der Französischen Revolution wurde sie entmachtet und neun Monate nach ihrem Ehemann auf der Guillotine hingerichtet.

## Leben

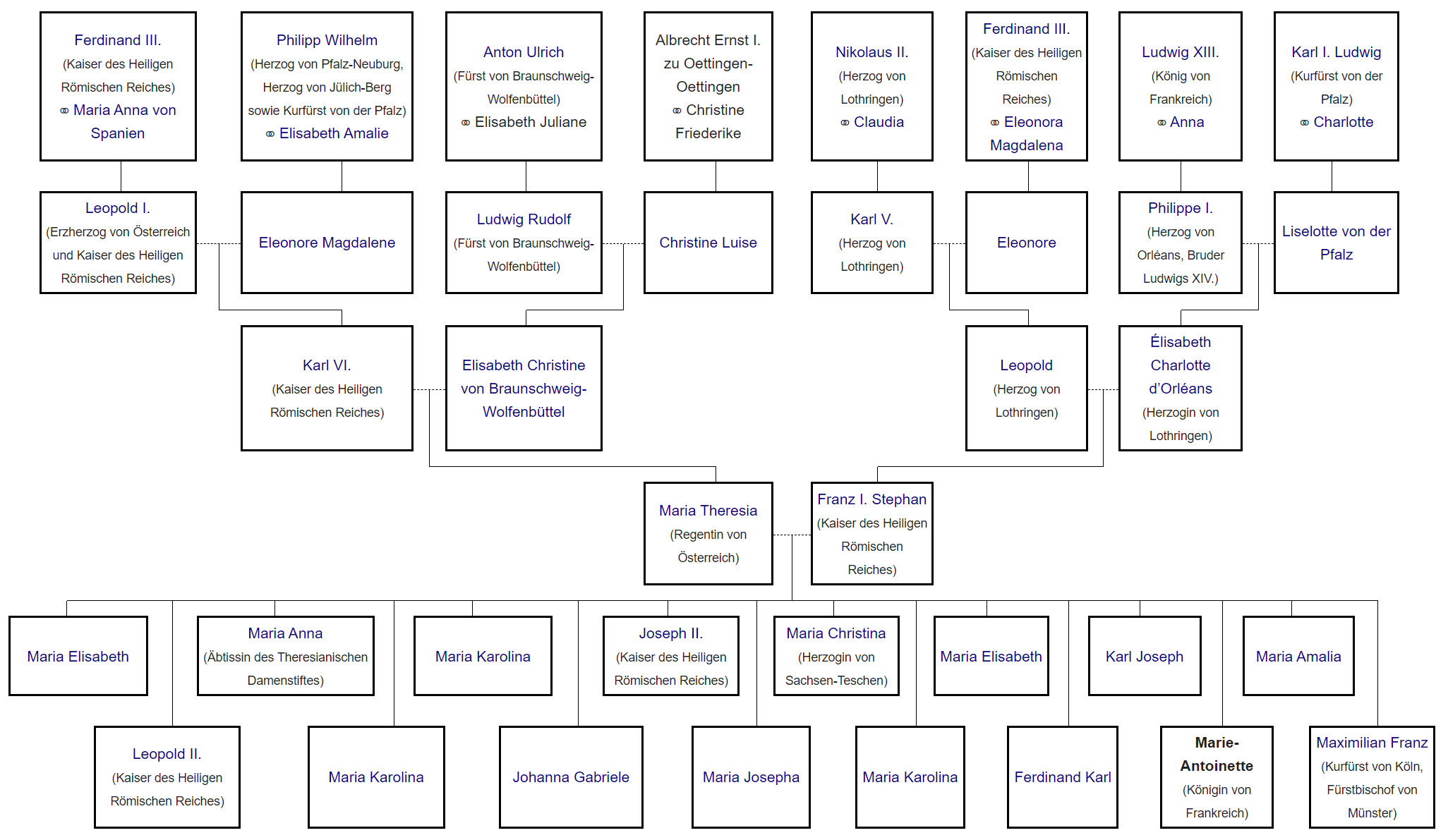
Stammbaum Marie-Antoinettes

Maria Antonia Josepha Johanna, wie ihr voller Taufname lautete, war das fünfzehnte und zweitjüngste Kind (die jüngste Tochter) von Kaiser Franz I. von Lothringen (1708–1765) und Maria Theresia von Österreich (1717–1780). Damit zählte sie zur Familie der Habsburger. Die schwere Geburt und das Erdbeben von Lissabon, welches am Tag zuvor stattgefunden hatte, wurden als schlechte Vorzeichen für den weiteren Lebensweg der Erzherzogin gedeutet, zumal deren Taufpaten der König und die Königin von Portugal waren, vertreten durch Maria Antonias Geschwister Joseph (II.) und Maria Anna.
Wie die anderen weiblichen Familienmitglieder musste die Erzherzogin schon mit drei Jahren Korsetts tragen, die ihr Atemprobleme bereiteten. Bereits früh zeigte sie einen Hang zur Unruhe. Sie mied oft die Unterrichtsstunden, um sich zu zerstreuen, und zeigte keinerlei Neigung, sich zu konzentrieren oder Aufgaben zu machen. Sie lernte aber Cembalo und Harfe spielen, ihr Gesangslehrer war Christoph Willibald Gluck.

### Heirat mit dem Dauphin

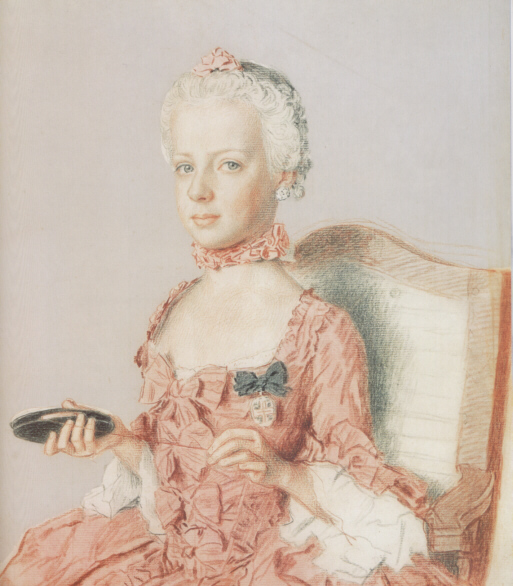
Jean-Étienne Liotard: Erzherzogin Maria Antonia von Österreich im Alter von sieben Jahren, 1762 (Musée d’art et d’histoire, Genf)

Um die habsburgischen Besitzungen gegen die aggressive Politik Friedrichs II. von Preußen zu sichern, leitete Staatskanzler Wenzel Anton von Kaunitz-Rietberg Mitte der 1750er Jahre das Renversement des alliances: In einer „diplomatischen Revolution“ wurde der jahrhundertealte habsburgisch-französische Gegensatz beendet und ein Defensivbündnis mit Frankreich geschlossen. Um es zu festigen, verband sich das Haus Österreich-Lothringen durch mehrere Heiraten mit den Bourbonen: Von den Kindern des Kaiserpaars wurde 1760 Joseph (II.) mit Isabella von Parma verheiratet, 1765 Leopold (II.) mit Maria Luisa von Spanien, 1768 Maria Carolina mit König Ferdinand IV./III. von Neapel-Sizilien und 1769 Maria Amalia mit Herzog Ferdinand I. von Parma. Im Zuge dieser Heiratspolitik wurde frühzeitig auch eine Vermählung Maria Antonias mit dem Dauphin Ludwig-August ins Auge gefasst, die das 1756 geschlossene, aber nach dem verlorenen Siebenjährigen Krieg unbeliebt gewordene Bündnis zwischen Österreich und Frankreich sichern sollte.

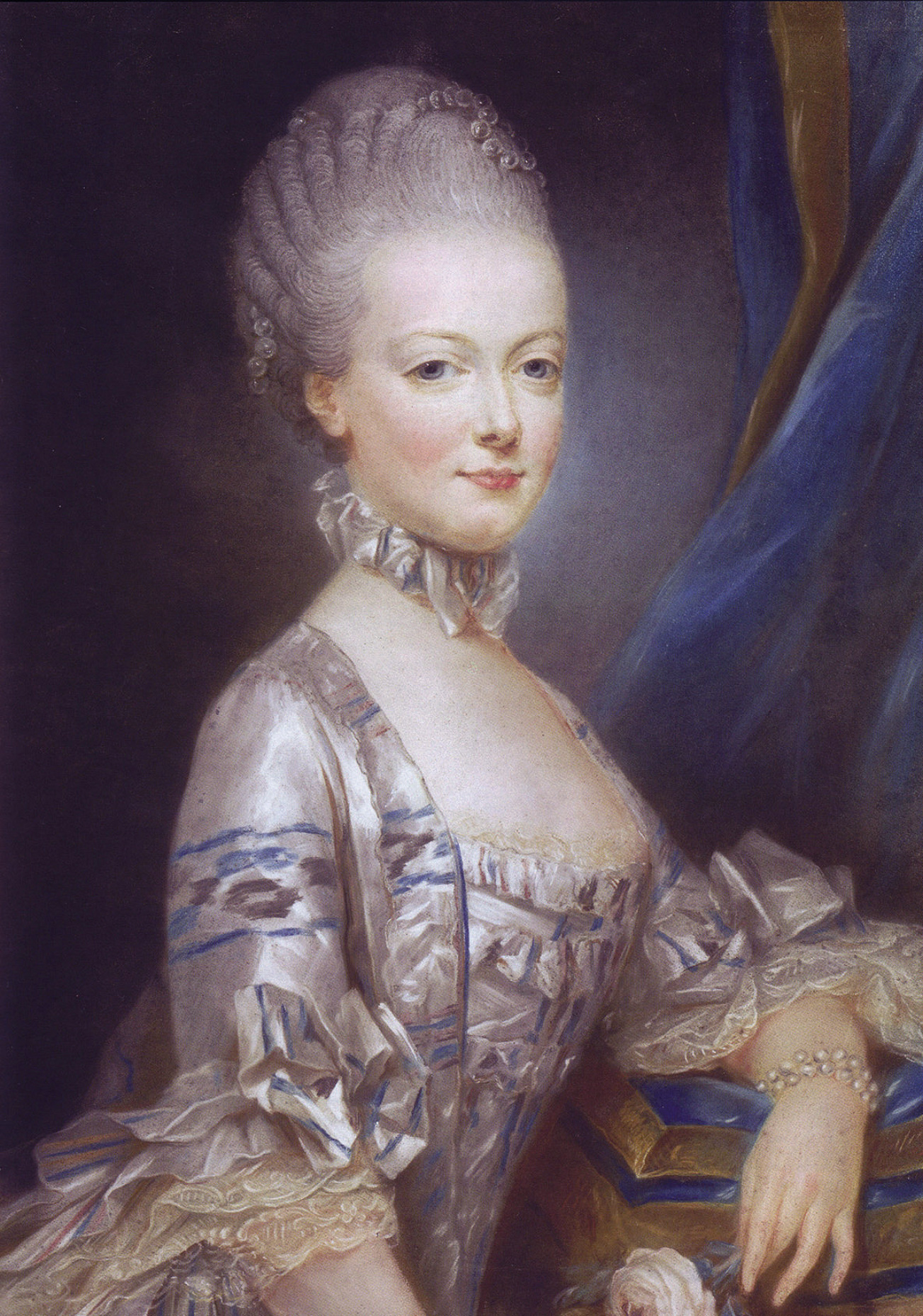
Joseph Ducreux: Erzherzogin Maria Antonia, 1769 (Schloss Versailles)

1769 ersuchte König Ludwig XV. für seinen Enkel und Erben um die Hand der Erzherzogin. Nachdem der Heiratsvertrag abgeschlossen war, analysierte Maria Theresia die Ausbildung ihrer Tochter und bemerkte gravierende Mängel. Daraufhin wurde das Mädchen einem erzieherischen Intensivunterricht unterzogen. Auch bestand die sittenstrenge Kaiserinwitwe darauf, dass es bis zur Abreise nach Paris das Schlafgemach mit ihr teilte. Maria Antonias Französischlehrer lobte ihre Freundlichkeit, ihre Intelligenz und ihre Musikalität, jedoch sei sie weitgehend ungebildet. Die Faulheit und insbesondere die Leichtfertigkeit der Prinzessin machten es ihm schwer, sie zu unterrichten.
Am 19. April 1770 fand in der Wiener Augustinerkirche die Trauung per procurationem statt. Zwei Tage später verabschiedete sich die Vierzehnjährige von Mutter und Geschwistern und trat mit großem Gefolge die Reise nach Frankreich an. Am 7. Mai erfolgte auf neutralem Gebiet, der Rheininsel Île aux Épis vor Straßburg, die „Übergabe“. Dort wurde das Mädchen von seiner Begleitung getrennt und neu eingekleidet. Aus Maria Antonia wurde Marie-Antoinette. In Straßburg und Zabern war sie Gast von Kardinal Rohan, der sie später in die Halsbandaffäre verwickeln sollte.
Am 16. Mai fand in Versailles die eigentliche Trauung statt. Als Abschluss der Hochzeitsfeierlichkeiten wurde am 30. Mai auf der Place Louis XV (heute Place de la Concorde) in Paris ein Fest für die Bevölkerung veranstaltet. Dabei lösten Feuerwerkskörper eine Panik aus, die zum Tod von 139 Menschen führte.

### Am französischen Hof

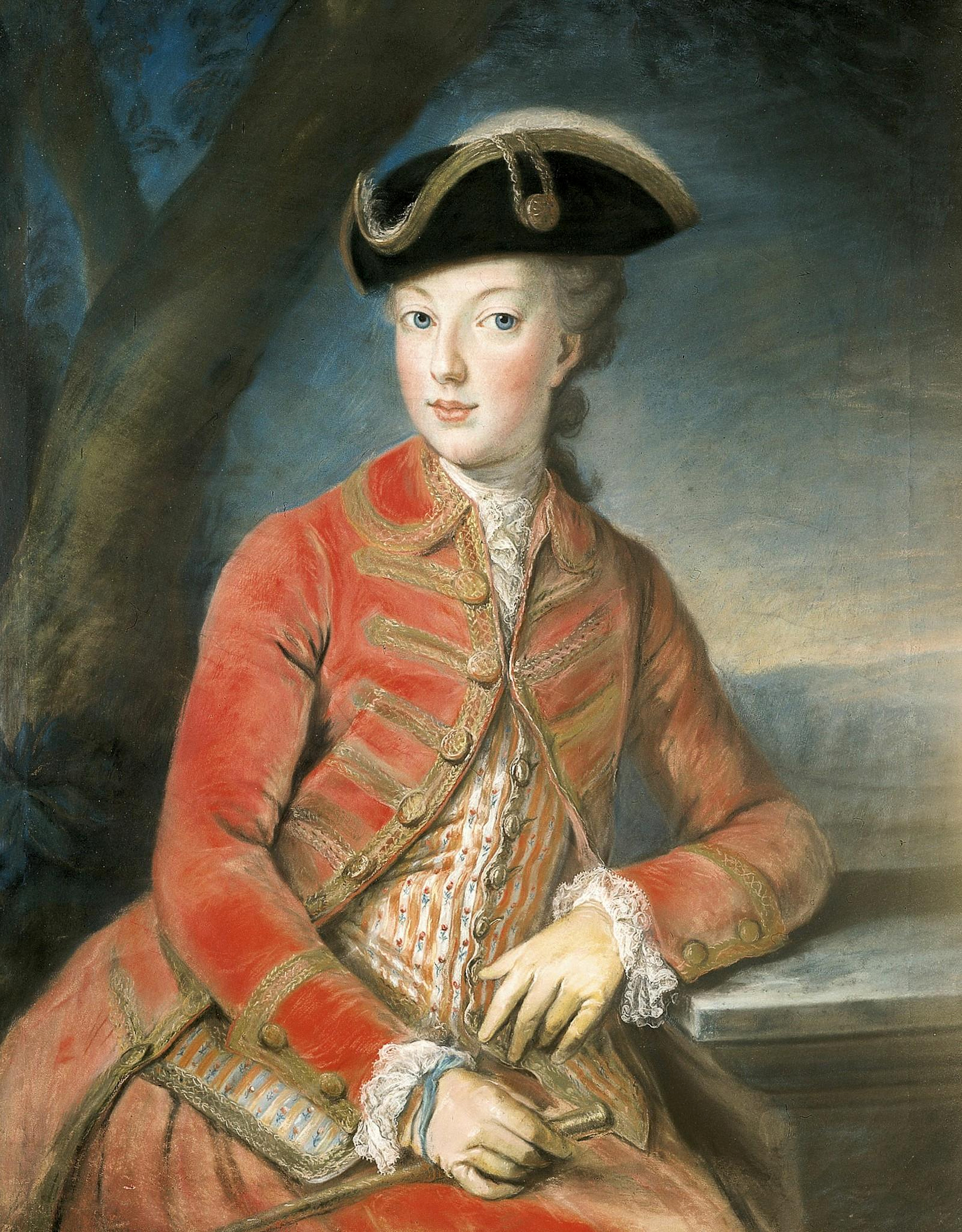
Joseph Kranzinger: Marie Antoinette im roten Jagdkostüm, um 1772 (Schloss Schönbrunn)

Am französischen Hof fiel die junge und unerfahrene Marie-Antoinette meist negativ auf. Als erste Hofdame wurde ihr die sittenstrenge Madame Noailles zugewiesen, doch Marie-Antoinette fühlte sich von der älteren Dame bevormundet und bezeichnete sie zumeist als Madame l’Étiquette. Der Prinzessin waren die französischen Sitten fremd, und sie stützte sich fast ausschließlich auf den österreichischen Botschafter, den Grafen von Mercy-Argenteau. Dieser war ihr von Maria Theresia als Mentor beigegeben und sollte zugleich Maria Theresia auf dem Laufenden halten. So entstand die berühmte Korrespondenz Mercy-Argenteaus, eine wertvolle Chronik des Lebens Marie-Antoinettes von ihrer Heirat 1770 bis zum Tode Maria Theresias im Jahr 1780.
In ihren ersten drei Ehejahren stand sie nicht nur unter dem Einfluss von Mercy, sondern auch unter dem von drei unverheirateten Töchtern des Königs – Adélaïde, Madame Victoire und Madame Sophie. Diese benutzten die naive und gutmütige Dauphine für ihre diversen Ränkespiele, die vornehmlich gegen die Mätresse des Königs gerichtet waren, die für die drei Damen eine Persona non grata war. Beeinflusst durch die sogenannten Tanten hegte Marie-Antoinette eine große Abneigung gegen die Mätresse Ludwigs XV., Madame Dubarry. Obwohl diese viele Verbindungen am Hofe hatte, weigerte sich die Dauphine, mit ihr zu sprechen, und der Dubarry war es nicht gestattet, das Wort an die künftige Königin zu richten. Erst nachdem die Kronprinzessin dem schriftlichen Rat ihrer Mutter folgte, sich bei Hofe anzupassen (den Wunsch des Königs ignorierte sie, was der Hof als Skandal empfand), sprach sie nach zwei Jahren der Dubarry gegenüber die berühmten Worte „Il y a bien du monde aujourd’hui à Versailles“ (Es sind heute viele Leute in Versailles). Das waren die ersten und die letzten Worte, die die Dauphine an Gräfin Dubarry richtete.
Nachdem Marie-Antoinette die Prinzessin Lamballe kennengelernt und einen Zirkel eigener Freunde um sich geschart hatte, wandte sie sich langsam vom Einfluss der „Tanten“ ab, was diese ihr mit zunehmender Missgunst dankten. Die Dauphine begann die Möglichkeiten ihrer Stellung auszunutzen und besuchte Bälle oder die Pariser Oper, auch protegierte sie den Komponisten Christoph Willibald Gluck, ihren ehemaligen Gesangslehrer. Eine ihrer Leidenschaften war das Pharo-Spiel, bei dem sie immer wieder große Summen verspielte. Sie gab monatlich etwa 15.000 Livres aus. Diese Verschwendung, während ein Großteil der Franzosen hungerte, trug nicht zur Beliebtheit Marie-Antoinettes bei.

### Königin von Frankreich

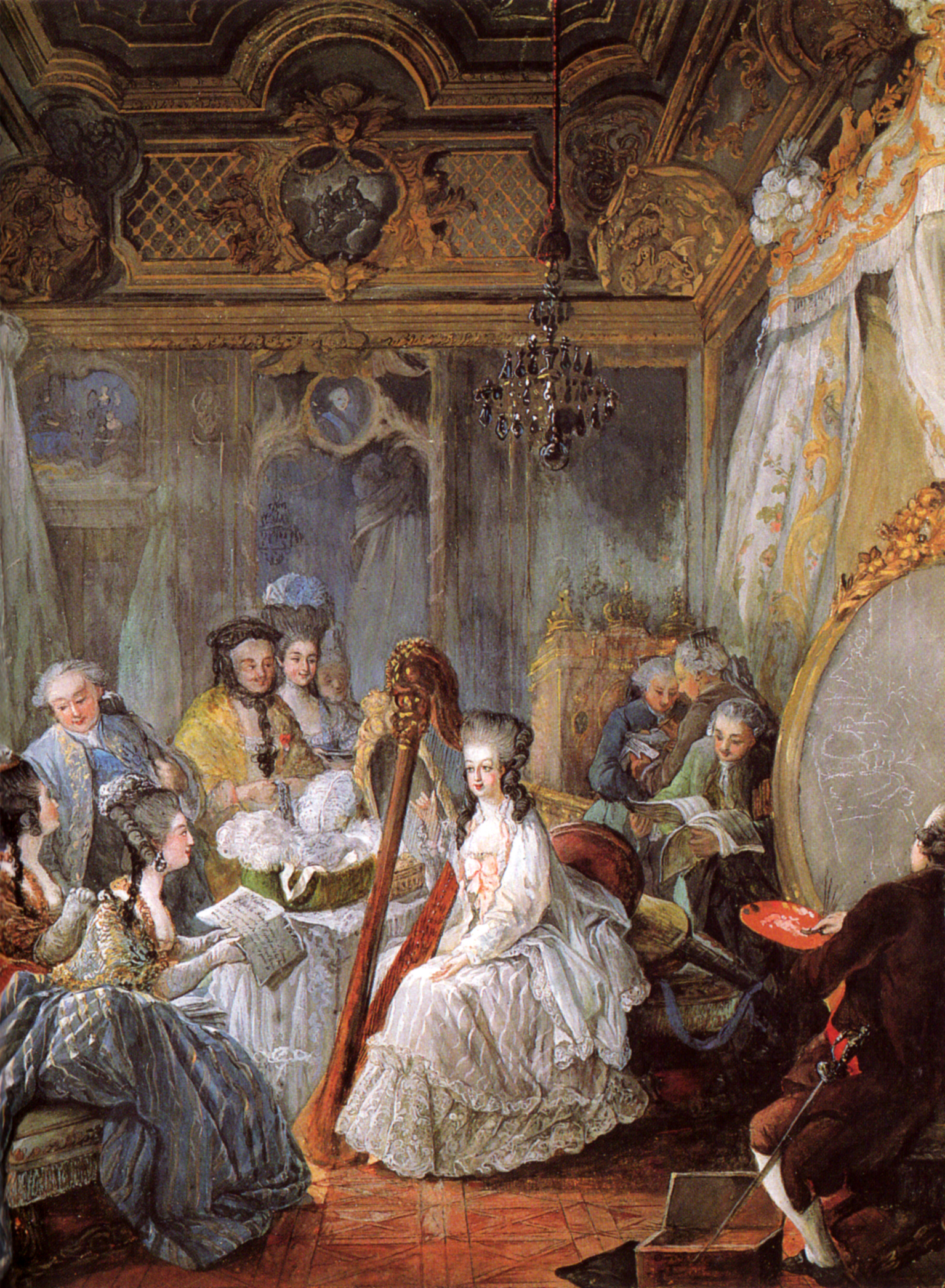
Jean-Baptiste-André Gautier-Dagoty: Marie-Antoinette spielt die Harfe in ihrem Salon, 1777 (Schloss Versailles)

Die Thronbesteigung des jungen Königspaars nach dem Tod Ludwigs XV. im Mai 1774 wurde enthusiastisch begrüßt. Ihre ersten Schritte brachten Marie-Antoinette aber bereits in offene Konflikte mit der anti-österreichischen Partei. So drängte sie hartnäckig auf die Entlassung des Herzogs von Aiguillon und tat alles, was in ihrer Macht stand, um den früheren Außenminister Choiseul zu berufen, der aufgrund einer Intrige der Madame Dubarry sein Amt hatte aufgeben müssen. Daher hatte sie alle Feinde Choiseuls und der österreichischen Allianz gegen sich. Die Tanten Ludwigs XVI. nannten Marie-Antoinette verächtlich l’Autrichienne, „die Österreicherin“. Dabei handelte es sich um ein Wortspiel, da es im Französischen beinahe wie l’autre chienne („die andere Hündin“) ausgesprochen wird. Ihr legerer Umgang mit der ihr verhassten Hofetikette schockierte viele Höflinge und ihr Hang zu Vergnügungen ließ sie die Gesellschaft des Bruders des Königs suchen, des späteren Königs Karl X. (1757–1836), und die seines jungen und ausschweifenden Zirkels.
Marie-Antoinette gehörte schon in Wien zu den Schülerinnen des von ihr an der Pariser Oper protégierten Christoph Willibald Gluck. In Versailles nahm sie weiter Harfenunterricht bei Philipp Joseph Hinner, ihrem ursprünglich aus Wetzlar stammenden Harfenlehrer („maître de harpe de la reine“).
Nach 1760 nahm die Harfenliteratur in Paris deutlich zu. Dies könnte speziell durch ihr Beispiel, unter anderem durch ihre Harfenkonzerte in ihrem Salon, begünstigt worden sein (siehe Bild).
Ihre dynastische Hauptaufgabe – Mutter eines Thronfolgers zu werden – erfüllte Marie-Antoinette dagegen lange nicht. Für das jahrelange Ausbleiben eines männlichen Erben machten die Öffentlichkeit und der Hof die Königin selbst verantwortlich, der in teils pornographischen Pamphleten statt Interesse an ihrem Mann eine immer größere Anzahl an Affären nachgesagt wurde. Ab dem Herbst 1774 wurden ihr in weiteren Pamphleten auch lesbische Neigungen vorgeworfen. So soll sie ein Verhältnis mit ihrer Hofdame Marie-Louise von Savoyen-Carignan gehabt haben, die diese Position genutzt haben soll, 1776 den Reformminister Anne Robert Jacques Turgot zu stürzen. Auch Affären mit Männern wurden der Königin unterstellt: Skandalisiert wurde also nicht ihre angebliche Homosexualität, sondern das wahllos lüsterne und korrupte Verhalten und die Verschwendung des Reichtums des Landes, die man ihr nachsagte. Dergleichen Schmähungen waren zuvor gegen die Mätresse des Königs gerichtet worden, die die Funktion hatten, als Sündenbock diesen aus der Kritik zu nehmen. Da Ludwig XVI. aber als erster französischer König seit langem keine Mätresse hatte, richtete sich alle Häme auf Marie-Antoinette. Ob die Königin tatsächlich jemals außereheliche Beziehungen pflegte, ist ungewiss. In verschiedenen Biographien wird der schwedische Graf Hans Axel von Fersen zu ihrem Liebhaber stilisiert; doch es ist unbekannt, wie tief das Verhältnis wirklich ging.
Gerüchte, Ludwig sei impotent, erwiesen sich als unzutreffend. Heute weiß man, dass die anfängliche Kinderlosigkeit an einer Phimose des Königs lag. Jedenfalls wurde das Problem durch ärztliche Hilfe oder einen Rat von Joseph II. an seinen Schwager behoben.
Ihr verschwenderischer Lebensstil – ihr Interesse galt Modefragen und extravaganten Frisuren – brachte sie ebenso in Misskredit wie ihre freundschaftlich-geschäftliche Beziehung zur Modistin Rose Bertin. Über die Ausgaben für ihr kleines Schloss Le Petit Trianon, das sie von Ludwig 1774 als Ort der Erholung abseits der Versailler Etikette zum Geschenk erhielt, wurden überzogene Berichte verbreitet. Indem sie den Zugang zum Petit Trianon auf ihre Freunde und Gönner reduzierte, beleidigte sie die ausgeschlossenen Mitglieder des Hofes.
Marie-Antoinettes Freundschaft zur Prinzessin Lamballe verlor an Intensität und deren Stellung wurde zunehmend von der Gräfin Polignac eingenommen. Der Gräfin gelang es, mehr und mehr Mitglieder ihrer eigenen Familie an den Hof zu holen und durch Marie-Antoinettes Einflussnahme mit Ämtern und Titeln zu versehen, was der Versailler Hof schlichtweg als skandalös empfand. Die Zahl ihrer Feinde und Neider wuchs. Unter ihnen waren die Tanten des Königs, der Graf von Provence, der Herzog von Orléans und seine Anhänger im Palais Royal.
In dieser kritischen Zeit besuchte ihr Bruder, Kaiser Joseph II., Frankreich. Er hinterließ der Königin ein Memorandum, das ihr in unmissverständlichen Worten die Gefahren ihres Verhaltens aufzeigte. Joseph drängte das Königspaar zudem, sich endlich der Frage der Nachkommenschaft anzunehmen. Im Dezember 1778 wurde darauf – nach acht Jahren Ehe und vier Jahren auf dem französischen Thron – die Tochter Marie-Thérèse-Charlotte, Madame Royale, geboren, die spätere Herzogin von Angoulême. Nach der Geburt des Kindes, das nicht der erhoffte männliche Erbe war, lebte die Königin zurückgezogener.
Mit dem Tod ihrer Mutter Maria Theresia am 29. November 1780 verlor Marie-Antoinette eine strenge, aber umsichtige Beraterin. Die Stellung der Königin wurde durch die langerwartete Geburt des Dauphins Louis-Joseph-Xavier-François am 22. Oktober 1781 gestärkt. Auch hätte sie nach dem Tode des Ersten Ministers, des Grafen von Maurepas, erheblichen Einfluss auf die öffentlichen Angelegenheiten ausüben können.
Der Einfluss der Familie Polignac erreichte nun einen weiteren Höhepunkt. Madame de Polignac gelang die Ernennung Calonnes zum Generalkontrolleur der Finanzen und sie selbst folgte Madame de Guise nach dem Konkurs des Prinzen Guise als Gouvernante der Kinder. Sie unterstützte auf Anraten Mercys die Bestellung von Loménie de Brienne zum Generalkontrolleur; eine Ernennung, die zwar allgemein gutgeheißen wurde, aber nach dessen Scheitern der Königin zur Last gelegt wurde.
Von ihr war die Anekdote im Umlauf, sie habe auf die Vorhaltung, die Armen könnten sich kein Brot kaufen, geantwortet: „Wenn sie kein Brot haben, dann sollen sie Kuchen essen“. Dieser Ausspruch wurde allerdings bereits Jahre vor Marie-Antoinettes Thronbesteigung von Jean-Jacques Rousseau um 1766 zitiert. In seiner 1770 vollendeten Autobiografie findet sich die Stelle: « Je me rappelai le pis-aller d’une grande princesse à qui l’on disait que les paysans n’avaient pas de pain, et qui répondit: Qu’ils mangent de la brioche! » (deutsch: „Endlich erinnerte ich mich des Notbehelfs einer großen Prinzessin, der man sagte, die Bauern hätten kein Brot, und die antwortete: ‚Dann sollen sie Brioche essen!‘“) Es könnte sich um eine Wanderanekdote handeln, die auch schon der ersten Frau von Ludwig XIV. zugeschrieben wurde.

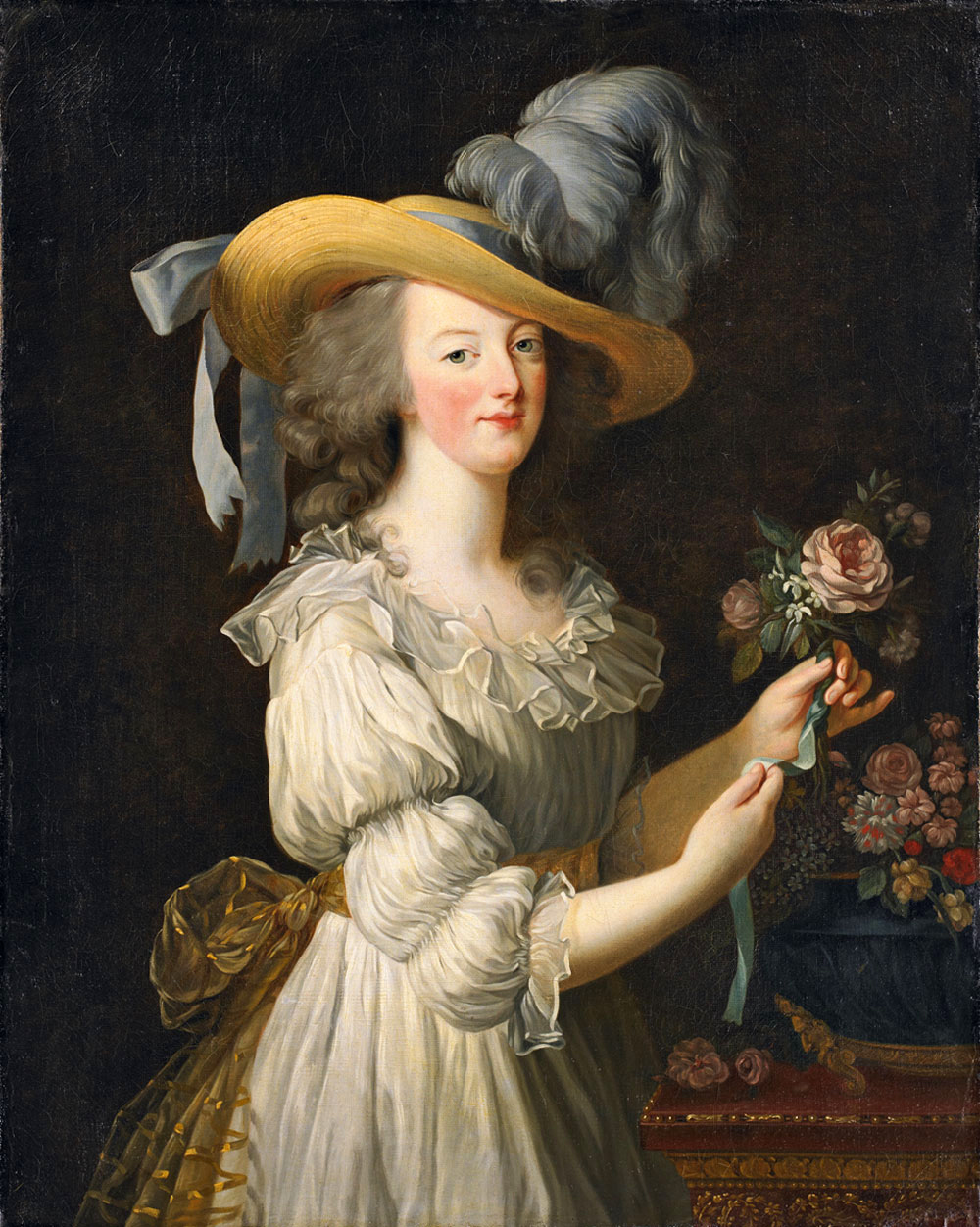
Élisabeth Vigée-Lebrun: Marie-Antoinette im Musselinkleid, 1783 (National Gallery of Art, Washington)

Mit ihrem Dörfchen beim Petit Trianon, in dem sie spielerisch das Leben einer einfachen Bauersfrau nachahmte, brüskierte sie den Hochadel ebenso wie das Landvolk. Marie-Antoinette war aber oft auch ein Opfer der Umstände, die ihr häufig keine Wahl zu umsichtigem Handeln ließen. Als sie sich, mit den ewigen Verschwendungsvorwürfen konfrontiert, im Jahr 1783 in einem schlichten Leinenkleid porträtieren ließ, gingen die Seidenweber auf die Straßen und beklagten, „eine Königin, die sich so schlecht kleide, sei schuld, wenn die Seidenweber verhungerten“.
Am Tag nach Allerheiligen 1783 erlitt Marie-Antoinette erneut eine Fehlgeburt (ein „falsches Gewächs“) im dritten Monat ihrer Schwangerschaft, wie die Augspurgische Ordinari Postzeitung berichtete. Marie-Antoinette gebar in den folgenden Jahren zwei weitere Kinder, am 27. März 1785 Louis-Charles, Herzog der Normandie, später Dauphin und von den Royalisten als Ludwig XVII. bezeichnet, sowie am 9. Juli 1786 Sophie-Hélène-Béatrice, die elf Monate später starb.
Häufig gab Marie-Antoinette ihrer Neigung nach, sich über alte oder hässliche Menschen öffentlich lustig zu machen. Ihre Mutter ermahnte sie, dieses Verhalten könne die ernsthaften Personen aus ihrer Umgebung vertreiben, von denen sie später einmal profitieren würde.
Wie unpopulär Marie-Antoinette nun war, zeigte sich 1785 in einem Betrugsskandal, der sogenannten Halsbandaffäre. An dieser Affäre war Marie-Antoinette zwar nicht aktiv beteiligt, doch ihr Lebenswandel machte es dem Volk nahezu unmöglich, an ihre Unschuld zu glauben. Bei einem Theaterbesuch wurde sie kurz darauf vom Publikum ausgebuht – nun erst wurde ihr klar, was sich über Monate und Jahre an Hass und Feindschaft gegenüber dem Herrscherhaus beim Volke aufgestaut hatte. Sie war nun bereit, ihren Lebensstil zu ändern, und verzichtete auf kostspielige Annehmlichkeiten. Es gab keine Hasardspiele mehr in ihren Salons, Günstlinge in Trianon verloren ihre Positionen. Sie mied das Theater, Bälle und Empfänge. Sie zog sich in den Kreis ihrer Familie zurück, wo sie sich mit den Kindern beschäftigte, und versuchte, ein neues, stilleres Leben zu führen.

### Französische Revolution

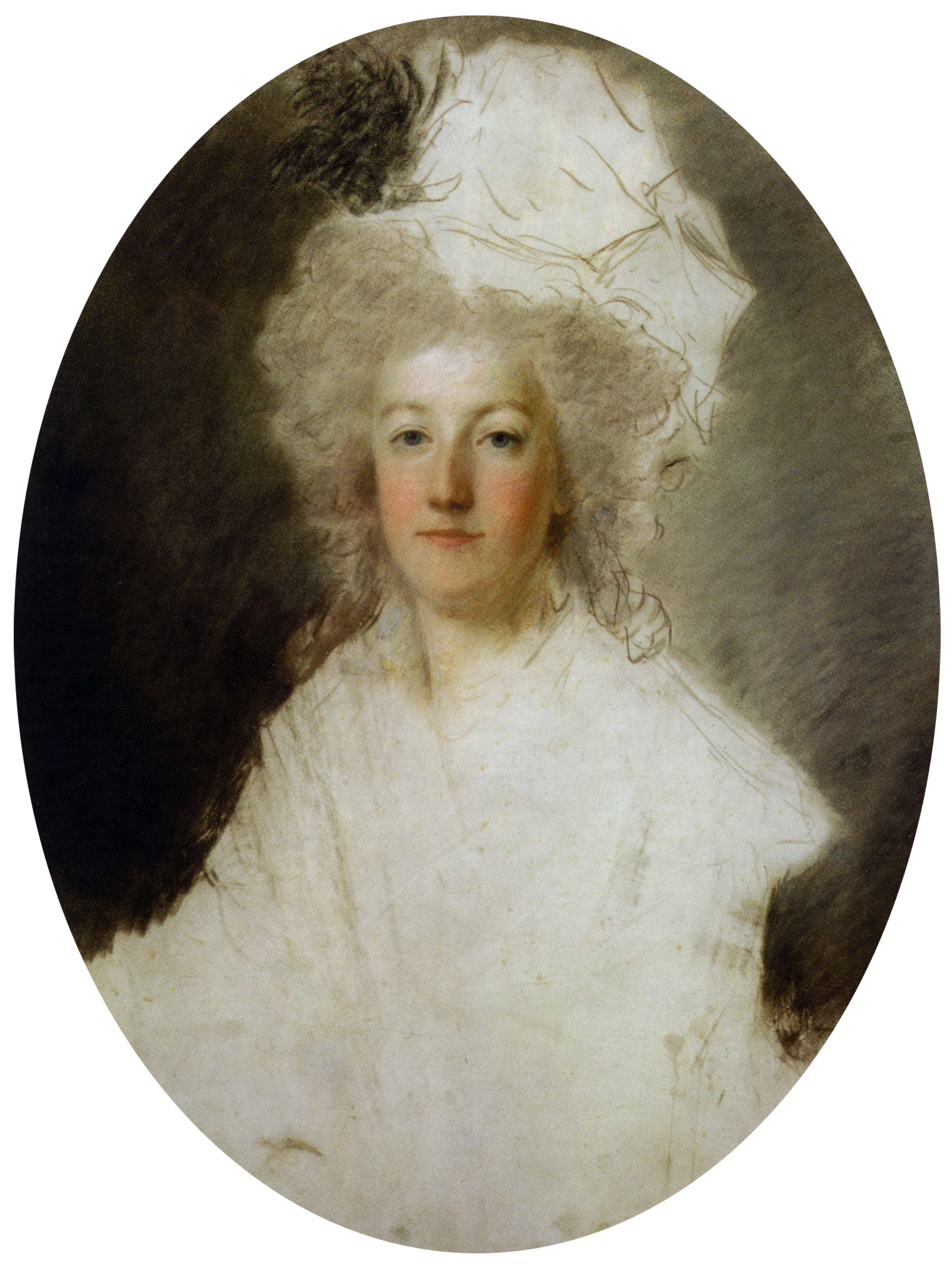
Alexander Kucharski: Porträt Marie-Antoinettes, unvollendetes Pastell, 1792 (Schloss Versailles)

Das Jahr 1789 stellte einen Wendepunkt im Leben Marie-Antoinettes dar. Am 4. Juni 1789 starb ihr ältester Sohn. Die schlechte Finanz- und Wirtschaftslage Frankreichs sollte durch die Generalstände beraten werden. Mit der Erklärung des dritten Standes, sich als Nationalversammlung zu betrachten, begann die Französische Revolution. Am 5. und 6. Oktober 1789 drangen die Revolutionäre in das Schloss Versailles ein und zwangen die königliche Familie, von Versailles nach Paris in den Tuilerienpalast umzuziehen. Da sich Marie-Antoinette in Paris hilflos und isoliert vorkam, stützte sie sich auf ihre Freunde außerhalb Frankreichs – auf Mercy, Fersen und Louis-Auguste Le Tonnelier de Breteuil. Daraus entstand im Frühjahr 1790 die Verschwörungstheorie vom „österreichischen Komitee“: Demnach würde sich Marie-Antoinette nachts als Mann verkleidet aus den Tuilerien schleichen, um im Bois de Boulogne mit weiteren Feinden der Revolution konterrevolutionäre Ränke zu schmieden. 1792 benutzten die Girondisten dieses Schauermärchen als zentrales Element ihrer Propaganda für einen Krieg gegen Österreich. Nach dem Sturz der Monarchie verschwand es allmählich aus dem öffentlichen Diskurs.
Am 20. Juni 1791 versuchte die königliche Familie, aus Paris zu fliehen. Marie-Antoinettes langjähriger Freund Graf Hans Axel von Fersen spielte bei der Flucht nach Varennes eine führende Rolle. In Varennes wurde der König erkannt und verhaftet. Die königliche Familie wurde daraufhin unter Bewachung nach Paris zurückgebracht. Am 25. Juli 1792 veröffentlichte der Oberbefehlshaber der gegen Frankreich alliierten Truppen, Karl Wilhelm Ferdinand, Herzog von Braunschweig-Lüneburg, auf Bitten Marie-Antoinettes das sogenannte Manifest des Herzogs von Braunschweig.:220 In diesem wurde Gewalt samt der Zerstörung von Paris für den Fall angedroht, dass der königlichen Familie etwas zustoße. Daraufhin stürmte das Volk am 10. August die Tuilerien und brachte die königliche Familie in den Temple, eine ehemalige Festung des Templerordens. Dort wurde die Königsfamilie zwar streng bewacht, aber es gab immer noch Möglichkeiten, mit der Außenwelt zu kommunizieren.

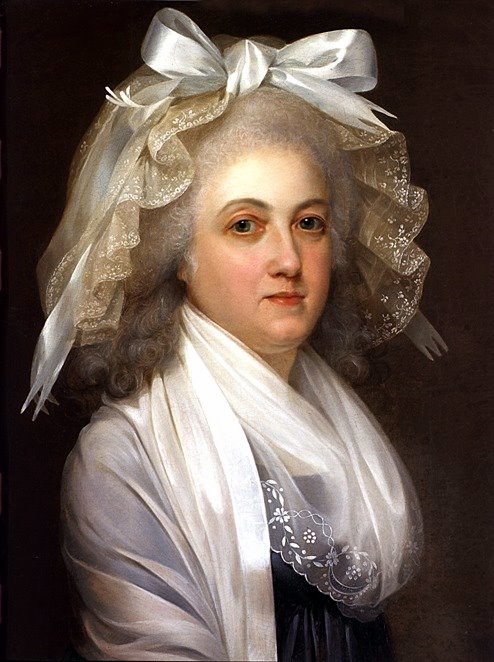
Marie-Antoinette im Temple, vermutlich von A. Kucharski gemalt (Schloss Le Champ-de-Bataille)

Die Teilnahmslosigkeit des Königs führte dazu, dass die Königin in den Verhandlungen mitwirkte. Wegen ihrer Unerfahrenheit und Unkenntnis sowie unsicherer Informationen aus dem Ausland war es schwierig für sie, eine klare Politik zu verfolgen. Ihre Haltung bei der Rückkehr aus Varennes hatte Antoine Barnave beeindruckt, der im Namen der Feuillants und der konstitutionellen Partei Kontakt mit ihr aufnahm.
Ungefähr ein Jahr verhandelte sie mit Mercy und Kaiser Leopold II., ihrem Bruder. In geheimen Botschaften versuchte sie, die Herrscher Europas zu einer bewaffneten Intervention zur Niederschlagung der Revolution zu bewegen. Da sie merkte, dass Barnaves Partei bald machtlos gegen die radikalen Republikaner sein würde, wurden ihre Appelle immer dringlicher. Aber die Verhandlungen dauerten an. Am 1. März 1792 starb Leopold II., ihm folgte Franz II. Marie-Antoinette fürchtete nicht zu Unrecht, dass der neue Kaiser keine Intervention zu ihren Gunsten wagen würde. Während der Gefangenschaft erkrankte Marie-Antoinettes Sohn.
Am 21. Jänner 1793 wurde Ludwig XVI. nach einem Prozess vor dem Nationalkonvent hingerichtet. Durch Marie-Antoinettes Freunde, unter anderem Jarjayes, Toulan, Lepitre und vor allem Baron de Batz, der einmal schon am 21. Jänner 1793 versucht hatte, Ludwig XVI. zu befreien und jetzt mit Hilfe von Jean Baptiste Michonis (Inspektor der Gefängnisse) alles daran setzte, Marie Antoinette aus dem Temple zu befreien, wurden mehrere Versuche unternommen, die Königin und ihre Kinder zu retten. Auch mit Danton wurden Verhandlungen über ihre Freilassung oder einen Austausch geführt. Man hatte ihr bereits ihren Sohn weggenommen und trennte sie jetzt auch von ihrer Tochter und von Madame Élisabeth, der Schwester des Königs. Am 1. August 1793 überstellte man sie in das Conciergerie-Gefängnis.

### Prozess und Hinrichtung

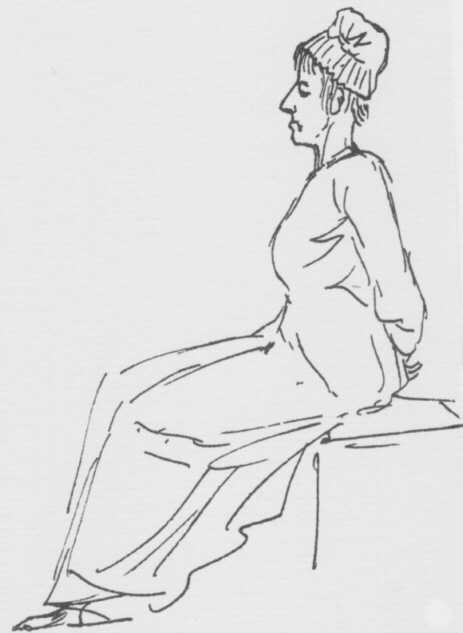
Jacques-Louis David: Marie Antoinette auf dem Weg zum Schafott, 16. Oktober 1793 (Louvre)

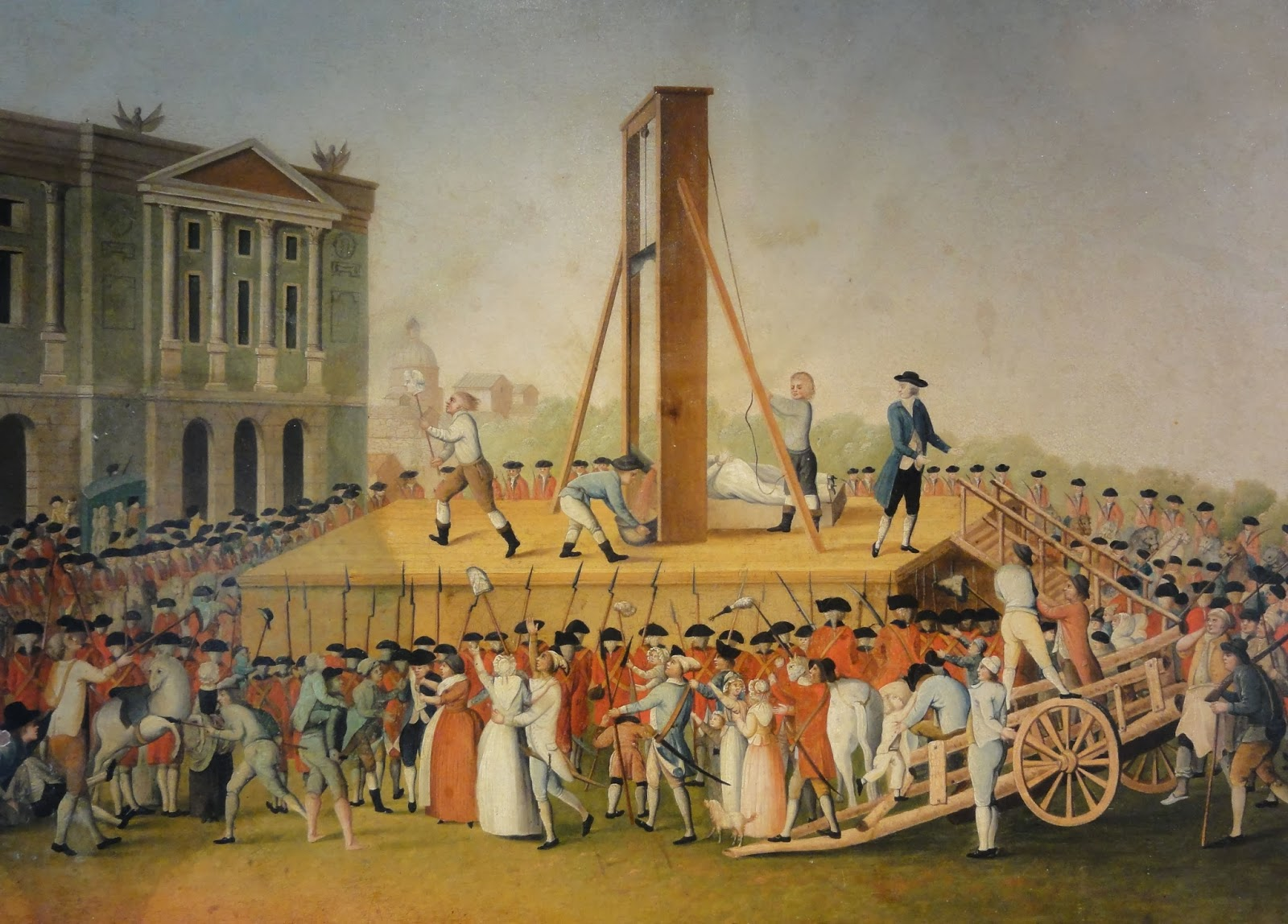
Die Hinrichtung Marie-Antoinettes, anonymes Gemälde, 1793

Élisabeth Vigée-Lebrun: Marie-Antoinette und ihre Kinder, 1787 (Schloss Versailles)

Am 1. August 1793 wurde Marie-Antoinette in die Conciergerie, die seinerzeit als Gefängnis genutzt wurde, verbracht. Am 14. Oktober 1793 begann der Prozess gegen die „Witwe Capet“ (bezugnehmend auf Hugo Capet, den Ahnherrn des französischen Herrschergeschlechts). Ihre Verteidigung hatten Claude Chauveau-Lagarde und Guillaume Alexandre Tronson du Coudray übernommen. Die Anklageschrift, die Antoine Quentin Fouquier-Tinville erarbeitet hatte, beschuldigte sie des Hochverrats und der Unzucht. Die Geschworenen entschieden einstimmig auf schuldig und verurteilten sie zum Tode. 
Die Hinrichtung fand am 16. Oktober 1793 statt. Um 12 Uhr wurde Marie-Antoinette auf dem Revolutionsplatz enthauptet, der heutigen Place de la Concorde. Eine Zeichnung des Malers Jacques-Louis David zeigt die Verurteilte auf dem Henkerskarren bei ihrer Fahrt zur Guillotine. Er stand am Fenster, als sie unten auf der Straße vorbeigefahren wurde. Als der Henkersgehilfe Sansons Marie-Antoinettes vom Rumpf getrennten Kopf hochhob und ihn ohrfeigte, soll sie noch geblinzelt haben.
Marie-Antoinette wurde in einem Massengrab in der Nähe der heutigen Kirche La Madeleine verscharrt. An diese erste Grablege erinnert heute die Chapelle expiatoire. Mehr als 20 Jahre nach ihrem Tod wurde ihr Leichnam exhumiert, wobei ein Strumpfband bei ihrer Identifizierung half, und Marie-Antoinette nun an der Seite ihres Gatten in der Kathedrale Saint-Denis in Saint-Denis beigesetzt, der traditionellen Grablege der französischen Könige etwa 10 km nördlich von Paris.

## Nachkommen
- Marie-Thérèse-Charlotte (* 19. Dezember 1778; † 19. Oktober 1851), Gräfin von Marnes ⚭ Louis-Antoine, Herzog von Angoulême (* 6. August 1775; † 3. Juni 1844)
- Louis-Joseph-Xavier-François (* 22. Oktober 1781; † 4. Juni 1789), Dauphin von Frankreich
- Louis-Charles (* 27. März 1785; † 8. Juni 1795), Herzog der Normandie
- Sophie-Hélène-Béatrice (* 9. Juli 1786; † 19. Juni 1787)

1787 stellte Marie-Antoinettes Lieblingsmalerin Élisabeth Vigée-Lebrun die Königin als Mutter dar (Abbildung), an ihrer rechten Schulter Marie-Thérèse-Charlotte, in ihren Armen Louis-Charles und am Kinderbett stehend der Dauphin Louis-Joseph-Xavier-François. Die leere Wiege symbolisiert die verstorbene Sophie-Hélène-Béatrice. Ursprünglich war das Kind zu Lebzeiten mit porträtiert worden. Nach seinem Tod wurde das Bildnis neu angefertigt, nun mit der leeren Wiege, um die Trauer der Königin zu zeigen.

## Historische Bewertung

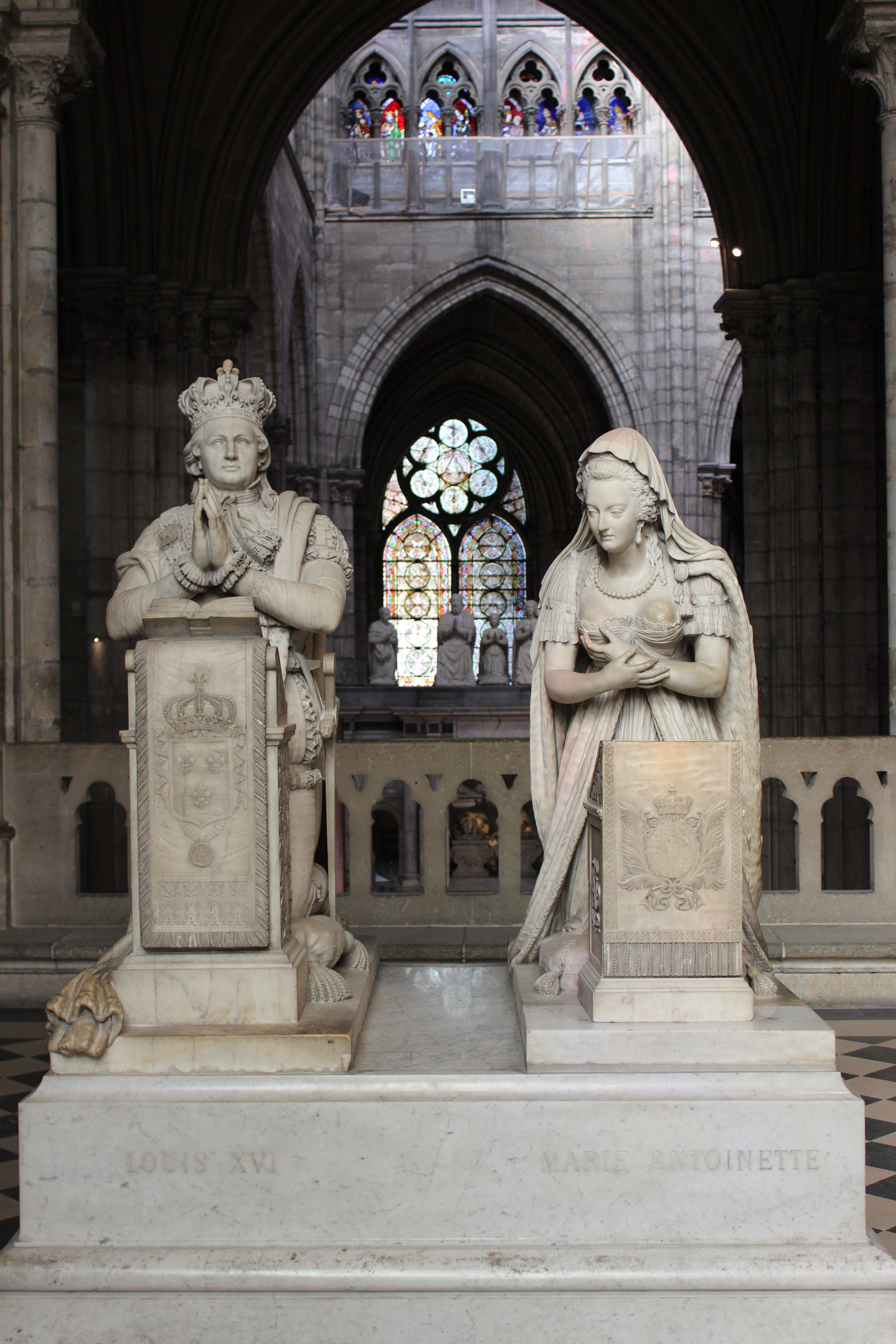
Grab Ludwigs XVI. und Marie Antoinettes in der Kathedrale von Saint-Denis

Marie-Antoinette wird von den Biografen unterschiedlich beurteilt. Einige machen der Königin den Vorwurf, der schon zu ihren Lebzeiten erhoben wurde: Sie habe Ludwig XVI., der oft als schwach dargestellt wird, negativ beeinflusst und hinter den Kulissen versucht, jeglichen Kompromiss mit dem Dritten Stand zu verhindern. Der britische Historiker Eric Hobsbawm beschreibt Marie-Antoinette als „hirnlose und unverantwortliche Frau“.
Der Historiker Albert Soboul, Direktor des Instituts für die Geschichte der Französischen Revolution an der Sorbonne, nannte Marie-Antoinette „hübsch, frivol und unklug; ihr sorgloses Leben trug dazu bei, das Königtum in Mißkredit zu bringen.“:74 Er warf ihr vor, gemeinsam mit ihrem Gatten 1791/92 ausländische Mächte zum Krieg gegen das revolutionäre Frankreich angestachelt zu haben, in der Hoffnung, dessen Niederlage würde ihre eigene Macht wiederherstellen.:206f
Antonia Fraser zeichnet in ihrer 2006 erschienenen Biografie Marie-Antoinettes das Bild einer Frau, die von der ihr zugedachten Rolle überfordert war und die Zeichen der Zeit übersah. Der britische Historiker Ambrogio Caiani sieht das jahrhundertelang verbreitete Bild von Marie-Antoinette als degenerierter Landesverräterin als Ergebnis einer „Allianz von Patriotismus und Misogynie“. Sie sei letztlich nur eine Geisel für das Gelingen des franko-habsburgischen Bündnisses gewesen, die für Realpolitik charakterlich unbegabt gewesen sei. Ihr starker Sinn für Freundschaft und familiäre Solidarität habe sie daran gehindert, eine eigene politische Linie wirkungsvoll zu verfolgen.
Der Historiker Leonhard Horowski urteilt, man könne Marie-Antoinette „im Grunde nur mangelnden Respekt vor der Tradition sowie gelegentlich inkompetente Intervention in Personalfragen“ vorwerfen. Die mächtigen Höflinge und der Rest des Landes hätten jedoch einen Sündenbock für die Mängel des Ancien Régime benötigt. Und weil „sowohl der traditionelle Königskult als auch sein unübersehbar braver Charakter“ Ludwig XVI. vor dem Unmut seiner Untertanen geschützt habe, sei seine Ehefrau „wie einst die Mätressen zur mächtigen Hassfigur“ geworden.

## Marie-Antoinette als Figur in Literatur, Film und darstellender Kunst
In seiner romanhaften Biographie Marie Antoinette – Bildnis eines mittleren Charakters von 1932 beschrieb Stefan Zweig die Königin als durchschnittliche Person ohne hervorragende Eigenschaften. Seiner Ansicht nach war sie leichtfertig, eher passiv und sich ihrer Verantwortung kaum bewusst, da sie nur wenige Male einen Schritt aus ihrer sehr begrenzten, luxuriösen Welt getan habe. Zweig betont aber auch, dass Marie-Antoinettes Sturz, ihre Leiden und Demütigungen sie zu einer verantwortungsbewusst und mutig handelnden Frau hätten reifen lassen. Stefan Zweig schrieb „Marie Antoinette war weder die große Heilige des Royalismus noch die Dirne der Revolution, sondern ein mittlerer Charakter, eine eigentlich gewöhnliche Frau, nicht sonderlich klug, nicht sonderlich töricht, die Durchschnittsfrau von gestern, heute und morgen.“
Im Tafelservice berühmter Frauen von Vanessa Bell und Duncan Grant von 1934 ist ihr ein Teller gewidmet.
Für ihren biographischen Spielfilm von 2006 orientierte sich Sofia Coppola an dem von Antonia Fraser gezeichneten Bild Marie-Antoinettes. Sie erklärte: „Ich kannte die üblichen Klischees über Marie-Antoinette und ihren Lebensstil. Aber mir war nie klar, wie jung sie und Ludwig XVI. wirklich waren (bei der Hochzeit 14- bzw. 15-jährig). Sie waren im Grunde genommen als Teenager dafür verantwortlich, Frankreich von einem unglaublich extravaganten königlichen Hof von Versailles aus durch eine sehr unbeständige Ära zu führen.“

## Vorfahren
| Ahnentafel Marie-Antoinette | Ahnentafel Marie-Antoinette                                                                                | Ahnentafel Marie-Antoinette                                                                                | Ahnentafel Marie-Antoinette                                                                                | Ahnentafel Marie-Antoinette                                                                                | Ahnentafel Marie-Antoinette                                                                      | Ahnentafel Marie-Antoinette                                                                      | Ahnentafel Marie-Antoinette                                                                                            | Ahnentafel Marie-Antoinette                                                                                     |
| --------------------------- | --- | --- | --- | --- | ------------------------------------------------------------------------------------------------ | ------------------------------------------------------------------------------------------------ | --- | --- |
| Alt-Eltern                  | Nikolaus Franz von Vaudémont (1609–1670) ⚭ 1634 Claudia von Lothringen (1612–1648)                         | Kaiser Ferdinand III. (1608–1657) ⚭ 1651 Eleonora von Mantua (1630–1686)                                   | König Ludwig XIII. (1601–1643) ⚭ 1615 Anna von Österreich (1601–1666)                                      | Kurfürst Karl I. Ludwig (1617–1680) ⚭ 1650 Charlotte von Hessen-Kassel (1627–1686)                         | Kaiser Ferdinand III. (1608–1657) ⚭ 1631 Maria Anna von Spanien (1606–1646)                      | Kurfürst Philipp Wilhelm (1615–1690) ⚭ 1653 Elisabeth Amalia von Hessen-Darmstadt (1635–1709)    | Fürst Anton Ulrich von Braunschweig-Wolfenbüttel (1633–1714) ⚭ 1656 Elisabeth Juliane von Holstein-Norburg (1634–1704) | Albrecht Ernst I. zu Oettingen (1642–1683) ⚭ 1665 Christine Friederike von Württemberg (1644–1674)              |
| Urgroßeltern                | Herzog Karl V. Leopold (1643–1690) ⚭ 1678 Eleonore von Österreich (1653–1697)                              | Herzog Karl V. Leopold (1643–1690) ⚭ 1678 Eleonore von Österreich (1653–1697)                              | Philipp I. von Bourbon (1640–1701) ⚭ 1671 Elisabeth von der Pfalz (1652–1722)                              | Philipp I. von Bourbon (1640–1701) ⚭ 1671 Elisabeth von der Pfalz (1652–1722)                              | Kaiser Leopold I. (1640–1705) ⚭ 1676 Eleonore Magdalene von der Pfalz (1655–1720)                | Kaiser Leopold I. (1640–1705) ⚭ 1676 Eleonore Magdalene von der Pfalz (1655–1720)                | Herzog Ludwig Rudolf von Braunschweig-Wolfenbüttel (1671–1735) ⚭ 1690 Christine Luise von Oettingen (1671–1747)        | Herzog Ludwig Rudolf von Braunschweig-Wolfenbüttel (1671–1735) ⚭ 1690 Christine Luise von Oettingen (1671–1747) |
| Großeltern                  | Herzog Leopold Joseph von Lothringen (1679–1729) ⚭ 1698 Élisabeth Charlotte de Bourbon-Orléans (1676–1744) | Herzog Leopold Joseph von Lothringen (1679–1729) ⚭ 1698 Élisabeth Charlotte de Bourbon-Orléans (1676–1744) | Herzog Leopold Joseph von Lothringen (1679–1729) ⚭ 1698 Élisabeth Charlotte de Bourbon-Orléans (1676–1744) | Herzog Leopold Joseph von Lothringen (1679–1729) ⚭ 1698 Élisabeth Charlotte de Bourbon-Orléans (1676–1744) | Kaiser Karl VI. (1685–1740) ⚭ 1708 Elisabeth Christine von Braunschweig-Wolfenbüttel (1691–1750) | Kaiser Karl VI. (1685–1740) ⚭ 1708 Elisabeth Christine von Braunschweig-Wolfenbüttel (1691–1750) | Kaiser Karl VI. (1685–1740) ⚭ 1708 Elisabeth Christine von Braunschweig-Wolfenbüttel (1691–1750)                       | Kaiser Karl VI. (1685–1740) ⚭ 1708 Elisabeth Christine von Braunschweig-Wolfenbüttel (1691–1750)                |
| Eltern                      | Kaiser Franz I. Stephan (1708–1765) ⚭ 1736 Maria Theresia (1717–1780)                                      | Kaiser Franz I. Stephan (1708–1765) ⚭ 1736 Maria Theresia (1717–1780)                                      | Kaiser Franz I. Stephan (1708–1765) ⚭ 1736 Maria Theresia (1717–1780)                                      | Kaiser Franz I. Stephan (1708–1765) ⚭ 1736 Maria Theresia (1717–1780)                                      | Kaiser Franz I. Stephan (1708–1765) ⚭ 1736 Maria Theresia (1717–1780)                            | Kaiser Franz I. Stephan (1708–1765) ⚭ 1736 Maria Theresia (1717–1780)                            | Kaiser Franz I. Stephan (1708–1765) ⚭ 1736 Maria Theresia (1717–1780)                                                  | Kaiser Franz I. Stephan (1708–1765) ⚭ 1736 Maria Theresia (1717–1780)                                           |
| Marie-Antoinette            | | | | |                                                                                                  |                                                                                                  | | |

## Film und Fernsehen
- Une Aventure secrète de Marie-Antoinette (F 1910), Regie: Camille de Morlhon, mit Yvonne Mivval in der Hauptrolle
- Marie Antoinette – Das Leben einer Königin (D 1922), Regie: Rudolf Meinert, mit Diana Karenne
- Marie-Antoinette (USA 1938), Regie: W. S. Van Dyke, mit Norma Shearer
- Marie-Antoinette reine de France (F 1956), Regie: Jean Delannoy, mit Michèle Morgan
- Caméra explore le temps: La mort de Marie-Antoinette, TV (F 1958), Regie: Stellio Lorenzi, Annie Ducaux
- Marie-Antoinette (F 1975) (4 Episoden), Regie: Guy-André Lefranc, mit Geneviève Casile
- La Nuit de l’été (Die Nacht im Sommer), TV (F 1979), Regie: Jean-Claude Brialy, mit Marina Vlady als Marie-Antoinette.
- Lady Oscar – Die Rosen von Versailles (JAP 1979) (TV-Anime)
- Flucht nach Varennes (F, IT 1982), Regie: Ettore Scola, mit Eléonore Hirt als Marie-Antoinette, Harvey Keitel, Hanna Schygulla
- La Révolution française (Die Französische Revolution) (F, IT, D, CAN, UK 1989), Regie: Robert Enrico, Richard T. Heffron, mit Jane Seymour als Marie-Antoinette.
- L’Autrichienne (F 1989), Regie: Pierre Granier-Deferre mit Ute Lemper als Marie-Antoinette
- Marie Antoinette is niet dood (Marie-Antoinette ist nicht tot) (NL 1996), Regie: Irma Achten, mit Antje de Boeck
- Das Halsband der Königin (DVD-Titel), auch Das Collier (USA 2001), Regie: Charles Shyer, mit Joely Richardson und Hilary Swank
- Marie-Antoinette (F 2005), Regie: David Grubin
- Marie-Antoinette, TV (CAN, F 2006), Regie: Francis Leclerc und Yves Simoneau, mit Karine Vanasse
- Marie Antoinette (USA, F, JAP 2006), Regie: Sofia Coppola, mit Kirsten Dunst
- Leb wohl, meine Königin! (ES, F 2012), Regie: Benoît Jacquot, mit Diane Kruger
- Marie Antoinette und die Geheimnisse von Versailles[28] (Dokumentarfilm, ARTE, 2018), Regie: Sylvie Faiveley und Mark Daniels
- Die letzten 76 Tage der Königin Marie-Antoinette.[29]
- Marie Antoinette (2022), Regie: Deborah Davis, mit Emilia Schüle
- Der Film Le Déluge. Der schwere Gang zur Guillotine (2024, Regie: Gianluca Jodice) stellt die Beziehung zwischen Louis XVI. (Guillaume Canet) und Marie-Antoinette (Mélanie Laurent) in den Monaten vor ihrer Hinrichtung ins Zentrum.

## Theater
- Marie Antoinette (Uraufführung: Japan 2006, Europapremiere: Bremen 2009), Regie: Tamiya Kuriyama

## Musik
- Johann Ladislaus Dussek: The Sufferings of the Queen of France